# Liste des épisodes de Fate/kaleid liner Prisma Illya
Cet article est un complément de l'article sur la série de mangas Fate/kaleid liner Prisma Illya. Il contient la liste des épisodes des différentes saisons de la série télévisée d'animation.

## Liste des épisodes

### Fate/kaleid liner Prisma☆Illya
| No  | Titre français                   | Titre japonais         | Titre japonais                    | Date de 1re diffusion |
| No  | Titre français                   | Kanji                  | Rōmaji                            | Date de 1re diffusion |
| --- | -------------------------------- | ---------------------- | --------------------------------- | --------------------- |
| 1   | Naissance d'une magical girl     | 誕生！魔法少女！       | Tanjō! Mahō shōjo!                | 6 juillet 2013        |
| 2   | Qui ?                            | 誰？                   | Dare?                             | 13 juillet 2013       |
| 3   | Les filles se rencontrent        | ガール ミーツ ガール   | Gāru Mītsu Gāru                   | 20 juillet 2013       |
| 4   | On a perdu                       | 負けました             | Makemashita                       | 27 juillet 2013       |
| 5   | Il y a deux options… ?           | 選択肢は2つ…?          | Sentakushi wa futatsu…?           | 3 août 2013           |
| 6   | Un blanc et le bout de la nuit   | 空白 夜の終わり        | Kuhaku yoru no owari              | 10 août 2013          |
| 7   | Victoire et fuite                | 勝利と逃走             | Shōri to tōsō                     | 17 août 2013          |
| 8   | Je vais revenir en fille normale | 普通の女の子に戻ります | Futsū no onna no ko ni modorimasu | 24 août 2013          |
| 9   | Ça se termine ici                | ここで終わらせる       | Koko de owaraseru                 | 31 août 2013          |
| 10  | Kaléidoscope                     | Kaleidoscope           |                                   | 7 septembre 2013      |
| OAV | Danse au Festival du sport !     | 運動会 DE ダンス！     | Undōkai de Dansu!                 | 10 mars 2014          |

### Fate/kaleid liner Prisma☆Illya 2wei
| No  | Titre français                                     | Titre japonais             | Titre japonais                | Date de 1re diffusion |
| No  | Titre français                                     | Kanji                      | Rōmaji                        | Date de 1re diffusion |
| --- | -------------------------------------------------- | -------------------------- | ----------------------------- | --------------------- |
| 1   | Illya grandi !?                                    | イリヤ grow up!?           | Iriya gurō appu!?             | 10 juillet 2014       |
| 2   | Illya × Illya                                      | イリヤ×イリヤ              | Iriya Iriya                   | 17 juillet 2014       |
| 3   | Vie normale brisée                                 | 日常ブレイカー             | Nichijō Bureikā               | 24 juillet 2014       |
| 4   | Transfert sauvage                                  | 嵐の転校生                 | Arashi no Tenkōsei            | 31 juillet 2014       |
| 5   | Eh bien, en d'autres termes                        | それは、つまり             | Sore wa, tsumari              | 7 août 2014           |
| 6   | Au-delà des mensonges et de la façade              | 嘘と強がりの向こう側       | Uso to tsuyogari no mukō gawa | 14 août 2014          |
| 7   | Affrontement ! Les sœurs cuisinent                 | 激突！クッキン・シスターズ | Gekitotsu! Kukkin Shisutāzu   | 21 août 2014          |
| 8   | Son nom est                                        | 彼女の名は                 | Kanojo no na wa               | 28 août 2014          |
| 9   | Bataille Solitaire                                 | 独りの戦い                 | Hitori no tatakai             | 4 septembre 2014      |
| 10  | Les choses protégées par ces mains                 | その手が守ったものは       | Sono te ga mamotta mono wa    | 11 septembre 2014     |
| OAV | Les magical girls en excursion aux sources chaudes | 魔法少女in温泉旅行         | Mahō shōjo in onsen ryokō     | 25 juillet 2015       |

### Fate/kaleid liner Prisma☆Illya 2wei Herz!
| No | Titre français                                           | Titre japonais                   | Titre japonais                           | Date de 1re diffusion |
| No | Titre français                                           | Kanji                            | Rōmaji                                   | Date de 1re diffusion |
| -- | -------------------------------------------------------- | -------------------------------- | ---------------------------------------- | --------------------- |
| 1  | J'aime pas avoir l'impression de le faire avec un miroir | 鏡にしてるみたいでイヤなんだけど | Kagami ni shiteru mitai de Iya nandakedo | 25 juillet 2015       |
| 2  | Un anniversaire tricolore                                | トリコロール・バースデー         | Torikorōru Bāsudē                        | 1er août 2015         |
| 3  | La vie est courte, gâte-toi, jeune Fille                 | 命短し腐れよ乙女                 | Inochi mijikashi Kusareyo Otome          | 8 août 2015           |
| 4  | Panique au parc d'attractions !                          | てーまぱーく・ぱにっく!          | Tēma Pāku Panikku!                       | 15 août 2015          |
| 5  | Yukata et feu d'artifice                                 | 浴衣と花火                       | Yukata to hanabi                         | 22 août 2015          |
| 6  | Blue glass moon                                          | Blue glass moon                  |                                          | 29 août 2015          |
| 7  | L'Exécuteur                                              | 執行者                           | Shikkōsha                                | 5 septembre 2015      |
| 8  | Le Superviseur                                           | 監視者                           | Kanshisha                                | 12 septembre 2015     |
| 9  | Le Garçon doré                                           | 金色の少年                       | Kin'iro no shōnen                        | 19 septembre 2015     |
| 10 | D'un recoin du monde, j'appelle ton nom                  | 世界の片隅で君の名を             | Sekai no katasumi de kimi no na wo       | 26 septembre 2015     |

### Fate/kaleid liner Prisma☆Illya 3rei!!
| No | Titre français                   | Titre japonais     | Titre japonais           | Date de 1re diffusion |
| No | Titre français                   | Kanji              | Rōmaji                   | Date de 1re diffusion |
| -- | -------------------------------- | ------------------ | ------------------------ | --------------------- |
| 1  | Une ville tapissée d'argent      | 銀色に沈む街       | Gin'iro ni shizumu machi | 6 juillet 2016        |
| 2  | Rencontres et retrouvailles      | 邂逅と再会         | Kaigō to saikai          | 13 juillet 2016       |
| 3  | Ton véritable ennemi             | 君の本当の敵       | Kimi no hontō no teki    | 20 juillet 2016       |
| 4  | À ma lâche petite sœur           | 弱虫の妹へ         | Yowamushi no imōto e     | 27 juillet 2016       |
| 5  | L'Attaque de la jeune demoiselle | リトルレディ、襲来 | Ritoru Redi, shūrai      | 3 août 2016           |
| 6  | Hostilité glaciale               | 凍てつく敵意       | Itetsuku tekii           | 10 août 2016          |
| 7  | Poupée et peluche                | 人形とぬいぐるみ   | Ningyō to nuigurumi      | 17 août 2016          |
| 8  | Être humain et outil             | 人と道具           | Hito to dōgu             | 24 août 2016          |
| 9  | Le Choix d'Illya                 | イリヤの選択       | Iriya no sentaku         | 31 août 2016          |
| 10 | Auprès de la princesse           | 姫の元へ           | Hime no moto e           | 7 septembre 2016      |
| 11 | Tu n'es pas seule                | 独りじゃない       | Hitori ja nai            | 14 septembre 2016     |
| 12 | Un miracle survient              | 繋いだ奇跡         | Tsunaida kiseki          | 21 septembre 2016     |